# English Symphony Orchestra
L'English Symphony Orchestra e l'English String Orchestra (collettivamente abbreviate come ESO) sono due iterazioni di un'orchestra professionale con sede nella città di Worcester, Worcestershire, nelle Midlands occidentali dell'Inghilterra.

## Storia
Fondata nel 1978 come English String Orchestra dal direttore William Boughton, l'orchestra aveva la sua prima sede a Malvern e rapidamente si affermò per le sue esibizioni di musica in stile soprattutto romantico e nazionale inglese, nei primi decenni del XX secolo. Nel tempo l'allargamento del repertorio dell'orchestra ad opere più grandi, in particolare quelle che richiedono fiati, ottoni o percussioni, portò all'adozione del nome English Symphony Orchestra per riflettere la sua strumentazione potenziata.
La collaborazione con altri musicisti molto famosi, britannici o con sede in Inghilterra, tra cui Nigel Kennedy, Steven Isserlis, Daniel Hope e John Lill, contribuì a portare l'orchestra alla fama nazionale.
L'orchestra raggiunse la fama mondiale durante gli anni '80 e '90, in gran parte grazie alla sua serie di incisioni, in particolare per la Nimbus Records, per la difesa delle opere musicali britanniche di inizio e metà del XX secolo di compositori come Arnold Bax, Frank Bridge, Butterworth, John Ireland, Gerald Finzi e Lennox Berkeley, oltre a figure più tradizionali come Britten, Elgar e Vaughan Williams. L'ESO continua a incidere per la Nimbus ma collabora anche con le etichette discografiche Naxos, Avie, Somm, Toccata e Signum.
Dall'incarico a Kenneth Woods nel 2013 l'orchestra ha allargato il suo impegno di lunga data nella musica britannica per includere un importante coinvolgimento nella musica britannica del XXI secolo. Oltre al proprio programma di incarichi attivo, la ESO lavora a stretto contatto con solisti, festival ed etichette discografiche per sviluppare progetti di commissioni in collaborazione. Nel 2017 l'ESO ha lanciato il 21° Century Symphony Project e gli sforzi per rinvigorire il moderno repertorio sinfonico commissionando, eseguendo anteprime e registrando nove sinfonie di nove importanti compositori. Il progetto iniziò con la prima della Terza Sinfonia di Philip Sawyers nel 2017 e continua nel 2018 con le prime della Nona Sinfonia di David Matthews e della Quinta Sinfonia di Matthew Taylor.
Sotto la guida di Woods l'orchestra ha svolse anche un ruolo attivo nel promuovere la musica di compositori la cui musica era stata soppressa dai nazisti, prima e durante la seconda guerra mondiale. Ciò portò a esecuzioni e registrazioni importanti di opere di Ernst Křenek, Hans Gál, Michael Tippett e Viktor Ullmann.

## Direttori
- Yehudi Menuhin prestò servizio come direttore ospite principale dell'orchestra fino agli anni '90, guidando la ESO in diverse tournée internazionali.
- Vernon Handley succedette a Boughton come direttore nel 2006 e prestò servizio come direttore principale dell'orchestra fino alla sua morte nel 2008.
- Kenneth Woods fu nominato terzo direttore principale dell'orchestra nel 2013. Nel 2016 il suo incarico fu ampliato a direttore artistico.
- Philip Sawyers è il "Compositore in Associazione John McCabe" dell'orchestra e Matthew Sharp è Artista in Residenza.
- Zoe Beyers è il primo violino della ESO

## Anteprime e commissioni
- Brahms arr. Kenneth Woods- Quartetto per pianoforte n. 2 in la maggiore, arr. per orchestra sinfonica (prima esecuzione ed incisione mondiale)
- Nimrod Borenstein- Concerto per Piano, tromba e archi, opus 74 (prima esecuzione ed incisione mondiale)
- Emily Doolittle- falling still per violino e archi (Premiere nel Regno Unito)
- Emily Doolittle- green/blue (Premiere nel Regno Unito)
- Elgar arr. Donald Fraser- Quintetto per pianoforte arr. per Orchestra Sinfonica (prima esecuzione ed incisione mondiale)
- Elgar arr. Donald Fraser- Sea Pictures, versione per coro e archi (prima mondiale)
- Robert Fokkens- An Eventful Morning in London, Concerto per violino e orchestra da camera (prima incisione mondiale)
- Hans Gál- Concertino per violoncello e archi (prima incisione mondiale)
- Geoffrey Gordon- Saint Blue, Concerto per Piano, tromba e archi (ESO: commissione, prima esecuzione ed incisione mondiale)
- Jesse Jones- Smith Square Dances (Commissione con St John's Smith square, prima esecuzione mondiale)
- John Joubert- Jane Eyre, Un'opera (prima esecuzione ed incisione mondiale)
- Ernst Křenek- Concerto per due Pianoforti (prima incisione mondiale)
- Ernst Krenek- Doppio Concerto per Violino, Piano e Orchestra (prima incisione mondiale)
- Ernst Krenek- Piano Concerti n.'s 1-4 (prime incisioni mondiali)
- David Matthews- Romanza per violino e archi (prima incisione mondiale)
- Paul Patterson- Allusions, Concerto per due violini e archi
- Deborah Pritchard- Seven Halts on the Somme, Concerto per tromba, arpa e archi (prima incisione mondiale)
- Deborah Pritchard- Wall of Water, Concerto per violino e archi (ESO: commissione, prima esecuzione ed incisione mondiale)
- Kaija Saariaho- Terra memoria (Premiere nel Regno Unito)
- Robert Saxton- The Resurrection of the Soldiers (commissione/premiere con il Presteigne Festival)
- Philip Sawyers- Concerto per tromba, archi e timpani (prima esecuzione ed incisione mondiale)
- Philip Sawyers- Concerto per violino e Orchestra (Commissione, prima esecuzione ed incisione mondiale della ESO)
- Philip Sawyers- Elegiac Rhapsody per tromba e archi in memoria di John McCabe (prima esecuzione ed incisione mondiale)
- Philip Sawyers- Fanfare (ESO: commissione, prima esecuzione ed incisione mondiale)
- Philip Sawyers- Songs of Loss e Regret (prima esecuzione ed incisione mondiale)
- Philip Sawyers- Sinfonia n. 3 (ESO: commissione, prima esecuzione ed incisione mondiale)
- Philip Sawyers- The Valley of Vision, Poema sinfonico per Orchestra (ESO: commissione, prima esecuzione ed incisione mondiale)
- Viktor Ullmann arr. Kenneth Woods- Sinfonia da camera, arr. di Quartetto d'archi n. 3 per Orchestra d'archi (Premiere nel Regno Unito)
- Kenneth Woods- The Ugly Duckling per Narratore e Orchestra (ESO: commissione, world premiere performance)
- Toby Young- The Art of Dancing, Suite per tromba, Piano e archi (prima incisione mondiale)